# Budbärarimmunitet
Budbärarimmunitet eller enbart vidarefordran (engelska: "messenger immunity" eller "mere conduit") är en princip som innebär att en budbärare, alltså den som förmedlar ett meddelande från en avsändare till en mottagare, inte hålls ansvarig för budskapets innehåll. Om innehållet i meddelandet är straffbar är det avsändaren av meddelandet som ska hållas ansvarig, inte budbäraren.
I europeisk rätt tillämpas principen om budbärarimmunitet inte bara på fysiska brev utan även på elektronisk kommunikation. Det innebär att företag som förmedlar elektronisk kommunikation inte kan åtalas för innehållet i kommunikationen.
Artikel 12 i E-handelsdirektivet säger i korthet att:
1. Medlemsstaterna skall se till att en tjänsteleverantör [...] inte skall vara ansvarig för den överförda informationen under förutsättning att tjänsteleverantören a) inte initierat överföringen, b) inte valt ut mottagaren av den överförda informationen, och c) inte valt ut eller ändrat den information som överförts.
2. Överföringen och tillhandahållande av sådan tillgång som avses i punkt 1 omfattar automatisk, mellanliggande och tillfällig lagring av den vidarebefordrade informationen, i den mån lagringen enbart görs för att utföra överföringen i kommunikationsnätet och under förutsättning att informationen inte lagras längre än vad som rimligtvis krävs för överföringen.
3. Denna artikel skall inte påverka möjligheten för en domstol eller administrativ myndighet att i enlighet med medlemsstaternas rättssystem kräva att tjänsteleverantören upphör med eller förhindrar en överträdelse.